# علي أبو زيد
علي أبو زيد (ولد 1955 م) باحث ومحقِّق سوري، وأستاذ جامعي، متخصِّص بالأدب القديم. تولَّى عددًا من المناصب، منها رئيس جامعة دمشق، ومعاون وزير التعليم العالي. وهو عضو مراسل بمجمع اللغة العربية بدمشق.

## ولادته وتحصيله
ولد الدكتور علي أبو زيد في يبرود بمحافظة ريف دمشق، عام 1955. تلقى تعليمه في مدارس دمشق، والتحق بقسم اللغة العربية في كلية الآداب بجامعة دمشق، وحصل منه على إجازة باللغة العربية وآدابها (بكالوريوس) عام 1977. ومن طلاب دفعته الذين اشتغلوا بالعلم وعُرفوا: يحيى مير علم، ومحمد حسان الطيان، ومحمد أديب الجادر، وعدنان عبد ربه، وأحمد الحمَّامي.
ثم حصل على دبلوم الدراسات العليا الشعبة الأدبية من الجامعة نفسها عام 1979، ثم على شهادة (ماجستير) في الأدب والبلاغة والنقد عام 1982، وعلى شهادة (دكتوراه) في الأدب القديم بتقدير امتياز، عام 1987 بإشراف الدكتور عبد الحفيظ السطلي، وعنوان أطروحته "شعراء تغلب في الجاهلية أخبارهم وأشعارهم".

## وظائفه ومناصبه
عمل مدرِّسًا لمادة الأدب الجاهلي في قسم اللغة العربية بجامعة دمشق، ثم في جامعة الكويت. وتولَّى رئاسة قسم اللغة العربية بجامعة دمشق من 2001 إلى 2004، ثم صار وكيل جامعة دمشق للشؤون الإدارية وشؤون الطلاب من عام 2004 إلى 2006. ثم عُيِّن معاونًا لوزير التعليم العالي من عام 2006 إلى 2011. وفي شهر يونيو (حَزِيران) 2011 صدر مرسوم عن رئيس الجمهورية بتعيينه رئيسًا لجامعة دمشق، ولم يطُل به المقام في المنصِب إذ غادر سورية إلى الإمارات.
وشارك في ثلاث دورات تدريب إداري هي دورة تقويم وقياس الأداء الإداري بمؤسسة مركز التميز في الكويت عام 2005، محاضرًا ودورة التأهيل والتخصُّص لأعضاء الهيئة التدريسية في جامعة دمشق عام 2005، محاضرًا، ودورة تدريبية في الاتحاد الأوربي ضمن برنامج تطوير التعليم العالي.

### عضويات
- عضو مراسل في مجمع اللغة العربية بدمشق، منذ عام 2002.[2]
- خبير في هيئة الموسوعة العربية.
- عضو اللجنة التأسيسية لمشروع الذخيرة اللغوية بالجزائر.
- ممثل سورية في جامعة الدول العربية لمشروع الذخيرة اللغوية حتى 2008.
- عضو المكتب التنفيذي لاتحاد الناشرين السوريين منذ عام 2006.
- عضو لجنة كتابة تاريخ العرب بجامعة دمشق عام 2006.
- عضو مجلس الآثار عام 2009.
- عضو هيئة تحرير مجلة التراث العربي.
- عضو هيئة استشارية لمعجم شعراء القرنين التاسع عشر والعشرين، في مؤسسة جائزة عبد العزيز سعود البابطين للإبداع الشعري بالكويت.
- عضو مُحكَّم في عدد من المشاريع العلمية اللغوية والأدبية، والجوائز الدَّولية، والمجلات، والجامعات العربية والتركية.

### نشاطات
شارك في أكثر من 50 ندوةً ومؤتمرًا محلِّيًّا وعربيًّا ودَوليًّا، من ذلك:
- الندوة التأسيسية لمشروع الذخيرة اللغوية العربية بالجزائر، عام 2001.
- ندوة الأدب وحوار الحضارات بجامعة دمشق، عام 2002، وكان رئيسًا للجنة المنظمة.
- ندوة التفاعل الحضاري بين اللغتين العربية والفارسية بكلية الآداب في جامعة دمشق، عام 2002.
- مؤتمر اللغة العربية وثقافتها خارج الوطن العربي، في بيروت.
- الأسبوع العلمي الثالث للجامعات الجزائرية في الجزائر.

## مؤلفاته وبحوثه
1. ديوان عمرو بن كلثوم، دار سعد الدين بدمشق، 1412هـ/ 1991م.
2. شعراء تغلب في الجاهلية أخبارهم وأشعارهم، هيئة أبو ظبي للسياحة والثقافة، ط2، 1433هـ/ 2012م.
3. البديعيات في الأدب العربي: نشأتها، تطورها، أثرها، دار عالم الكتب ببيروت، 1983م.
4. مازن المبارك بحوث مهداة إليه بمناسبة بلوغه السبعين، بالاشتراك مع عدد كبير من الباحثين، دار الفكر بدمشق.
5. الأستاذ د. شاكر الفحَّام، بالاشتراك مع علي عقلة عرسان، ومحمود الربداوي، ومحمود الأرناؤوط، وعبد الهادي هاشم.

ونشر ما يزيد على ثلاثين دراسةً وبحثًا ومقالة في عدد من المجلات العلمية المحكَّمة في سورية وبعض الدول العربية.